# Sebetwane
Sebetwane [Sebetuane] (o. 1790. – 1800. – 7. srpnja 1851.) je bio kralj naroda Makololo u južnoj Africi. On je poveo svoje ljude iz provincije Free State u današnju Zambiju.

## Ime
Kraljevo se ime piše i kao Sebitwane ili Sibutuane.

## Biografija
Sebetwane je bio veliki vladar. 1838. prošao je rijeku Zambezi i pobijedio Loze. Razvio je prijateljstvo s velikim istraživačem Davidom Livingstoneom. Umro je 1851.

## Osobnost
Sebetwane je bio ratnik, ali i političar, vrlo sposoban, pravedan i velikodušan.

## Obitelj
Sebetwane je imao ženu zvanu Setlutlu. Naslijedila ga je kćer Mamochisane, koja se povukla u korist svoga polubrata Sekeletua. Sebetwane je imao i sina zvanog Mpepe te je bio djed princa Litalija.